# María Braña de Diego
María Braña de Diego (Madrid, 1912 - Saragossa, 27 d'octubre de 2007) va ser una arqueòloga, mestra i conservadora de museus espanyola. Va treballar al Museu de Còrdova, al Museu del Prado, al Museu Arqueològic Nacional d'Espanya i al Museu del Poble Espanyol. Va ser la primera directora de l'Arxiu Històric Provincial de Segòvia i presidenta de l'Associació Espanyola de Dones Universitàries (AEMU).
Braña va estudiar a l'Institut Escuela. Va participar en el Creuer universitari pel Mediterrani de 1933, que va suposar una fita en l'arqueologia espanyola i que va atreure nombroses espanyoles a la disciplina. Va estudiar Filosofia i Lletres a la Universitat Complutense de Madrid. El 1945 va ingressar en el Cos Facultatiu d'Arxivers, Bibliotecaris i Arqueòlegs. La seva primera destinació va ser el Museu Arqueològic Nacional d'Espanya. Posteriorment es va traslladar als Arxius Històrics de la Delegació d'Hisenda de Segovia. D'allí va passar a ser la directora del Museu Arqueològic de Toledo fins al 29 de setembre de 1950, quan es va anar al Museu Arqueològic Nacional. Als anys seixanta va presidir l'Associació Espanyola de Dones Universitàries. El 1971 es va traslladar al Museu del Prado. Durant la Guerra Civil Espanyola, va ser mestra en un col·legi per a orfes a Casp, amb els quals va escapar caminant fins a Catalunya. Va sofrir represàlies durant la dictadura franquista. Als últims anys de la seva vida va participar en la Fundació Politeia. Va morir a Saragossa el 27 d'octubre del 2007, als 95 anys.